# Список рукописных родословных книг XVI—XVIII веков
Родословная книга или Родословец — первоначально делопроизводственный документ, который создавался думными дьяками. Родословные книги использовались для составления справок в местнических спорах. В родословных книгах содержались поколенные росписи знатных родов. Они являются ценными документами для генеалогических исследований.
В историографии долго было принято разделять редакции родословцев на официальные (к ним относят «Государев родословец» и «Бархатную книгу») и частные. Однако во второй половине XX века это мнение было опровергнуто.
Первые рукописные родословные книги появились в 40-х годах XVI века. Родословные книги неоднократно дополнялись и переписывались, что приводило к образование новых редакций и изводов. Около 1555 года по распоряжению Ивана IV Грозного создан «Государев родословец». Первоначально все родословцы создавались в Казне, затем — Разрядном приказе.
После отмены в 1682 году местничества была образована Палата родословных дел, основной целью которой стало создание родословных книг всего дворянства. Там в 1687 году на базе «Государева родословца» была создана Бархатная книга, один из списков которой в 1787 году был издан Н. И. Новиковым под названием «Родословная книга князей и дворян российских и выезжих».
После издания «Жалованной грамоты дворянству 1785» создание родословных книг было передано в губернии.

## Летописная редакция
Летописная редакция восходит к протографу, созданному в 40-е году XVI века. Начало исследований данной редакции положил Н. П. Лихачёв, продолжила М. Е. Бычкова.
| Название        | Извод        | Описание | Где хранится                                                             |
| --------------- | ------------ | --- | ------------------------------------------------------------------------ |
| Беляевский I    | Первый извод | Входит в состав летописного сборника первой половины XVII века, состоящего из 629 листов. Наиболее ранний из всех списков редакции. Размещён на листах 385—440, 448—496. Кроме родословной книги, в нем находится Сокращённый свод 1493 года. Рукопись содержит один почерк, вставок и исправлений нет. Протограф создан в 90-е годы XV века. Часть его легла в основу «Государева родословца». | РГБ, Отдел рукописей, собрание И. Д. Беляева, ф. 29, № 1512.             |
| Воскресенский I | Первый извод | Входит в состав летописного сборника конца XVI — начала XVII веков. В рукописи 1469 листов, состоит из двух частей. В первой части находится Хронограф 1512 года (размещён на листах 1—769). В его составе на листах 585—666 размещён родословец. Вторая часть — Софийская II летопись и отрывки из новгородской летописи (последние события в ней датированы 1537/1538 годом). Главы не нумерованы. Родословец написан несколькими почерками, в нём много исправлений и дополнений на полях. Текст более исправен, чем в Беляевском I списке, отсутствуют характерные для него пропуски и описки. Однако существует дублирование некоторой информации. Дополнения и исправления сделаны по списку, близкому к Уваровскому I. | ГИМ, Отдел рукописей и старопечатных книг, Воскресенское собрание, № 154 |
| Уваровский I    | Второй извод | Входит в состав сборника с Тысячной книгой 1550 года. Рукопись из 153 листов датирована последней четвертью XVII века. Родословец располагается на листах 1—65. Почерк один, исправления и добавления отсутствуют. Главы не нумерованы. После листа 24 отсутствует несколько листов. Сборник принадлежал дворянскому роду Спасителевых. | ГИМ, Отдел рукописей и старопечатных книг, собрание Уварова, № 812       |
| Стокгольмский   | Первый извод | Известен только по описанию, подробных исследований не проводилось. Судя по всему, является копией XVII века Воскресенского I списка. | Копенгаген                                                               |

## Государев родословец и близкие к нему редакции
Все списки, близкие к государеву родословцу, разделяют на 4 редакции. Списки подробно исследованы Н. П. Лихачёвым и М. Е. Бычковой.

### Румянцевская редакция
Это наиболее ранняя редакция, в неё входит 2 списка.
| Название        | Извод | Описание | Где хранится                              |
| --------------- | ----- | --- | ----------------------------------------- |
| Румянцевский I  | —     | Список конца XVI века (по водяным знакам — 1564—1594) на 178 листах, написан двумя почерками. Основной текст — скоропись конца XVI века. Добавления сделаны скорописью начала XVII века. Список содержит 44 главы, первые 33 главы совпадают с редакциями в 43 главы и 43 главы с приписными. Остальные 11 присутствуют в редакции в 43 главы с приписными (записанные после 43 глав). Протограф первичен по основанию к Государеву родословцу и датируется 1542/1548 годами. Добавления восходят к последней четверти XVI века. В отличие от позднейших редакций, в списке практически полностью отсутствуют биографические сведения, а также записи о событиях, произошедших в 50—60-е года XVI века. | РГБ, Отдел рукописей, ф. 226, №342        |
| Академический X | —     | Содержится в компилятивном сборнике XVI—XVIII века, в котором размещено пять разных рукописей. Список размещён на листах 115—356. Список дефектный, ряд листов отсутствует, много перебивок и исправлений. Состоит из двух частей, написанных схожими почерками, созданных в 60-е годы XVI века. Первая часть размещена на листах 115—239 и 341—356. Вторая — на листах 240—340. Список по расположению и количеству глав близок к Воскресенскому I списку Летописной редакции и Мазуринскому II списку первого извода Разрядной редакции. Текст из Румянцевского I списка в этом списке систематически сокращён.                                                                                       | БАН, Отдел рукописей, 17.15.19 (Осн. 356) |

### Редакция в 43 главы
Известно 20 списков данной редакции, в том числе и Бархатная книга с пятью копиями с неё. В отличие от других редакции списков XVI века, не сохранилось, все списки созданы XVII—XVIII веках. Вероятно, все списки XVI века этой редакции были уничтожены при пожаре в Разрядном приказе 1626 года, когда уцелел только один официальный список в 43 главы, который и был использован как протограф для всех списков этой редакции и Бархатной книги. Состав протографа и расположение в нём глав были восстановлены Н. П. Лихачёвым. 41 начальные главы во всех списках совпадают по расположению и составу входящих в него лиц.
| Название                    | Извод           | Описание | Где хранится                                    |
| --------------------------- | --------------- | -------- | ----------------------------------------------- |
| Библиотечный II             | Первый извод    |          | ГПБ, Отдел рукописей, Q IV, №102                |
| Погодинский I               | Первый извод    |          | ГПБ, Отдел рукописей, Собрание Погодина, № 1518 |
| Академический II            | Первый извод    |          | БАН, Отдел рукописей, 34.8.6 (Осн. 1359)        |
| Академический I             | Второй извод    |          | БАН, Отдел рукописей, 32.4.26 (Осн. 138)        |
| Академический III           | Второй извод    |          | БАН, Отдел рукописей, 34.2.35                   |
| Архивский I                 | Третий извод    |          |                                                 |
| Библиотечный I              | Третий извод    |          |                                                 |
| Список А. Я. Ржевского      | Третий извод    |          |                                                 |
| Список А. Самарина          | Четвёртый извод |          |                                                 |
| Мазуринский I               | Четвёртый извод |          |                                                 |
| Список М. Г. Ромодановского | Четвёртый извод |          |                                                 |
| Библиотечный III            | ? извод         |          |                                                 |
| Бархатная книга             | Пятый извод     |          |                                                 |
| Список ОИДР I               | Пятый извод     |          |                                                 |
| Список ОИДР II              | Пятый извод     |          |                                                 |
| Копия Бархатной книги       | Пятый извод     |          |                                                 |
| Копия Бархатной книги       | Пятый извод     |          |                                                 |
| Копия Бархатной книги       | Пятый извод     |          |                                                 |
| Копия Бархатной книги       | Пятый извод     |          |                                                 |
| Копия Бархатной книги       | Пятый извод     |          |                                                 |

## Комментарии
1. ↑  Редакция — это группа списков рукописного литературного памятника, восходящих к общему протографу[3].
2. ↑  Извод — литературный памятник, стихийно появившийся в результате нецеленаправленного изменения текста[3]